# Puy Snidre
Le puy Snidre est un sommet des monts du Forez, région montagneuse du Massif central. Il culmine à 1 232 m d'altitude, dans les départements de l'Allier et du Puy-de-Dôme et sur les communes de Lavoine et Saint-Victor-Montvianeix.

## Randonnée
Le sentier de grande randonnée 3 l'approche à l'est.